# 志聖工業
志聖工業股份有限公司 （簡稱志聖、志聖工業）, 是一間臺灣的電子零組件企業。由梁武舜、梁茂生、梁茂忠三兄弟於1966年創立的「一成儀器製造所」為志聖工業的前身，並於1978年成立志聖工業，主要業務為半導體等各產業製程設備。

## 企業沿革
- 1966年，成立一成儀器製造所，為志聖工業前身。
- 1978年，於新北市林口成立志聖工業股份有限公司。
- 1997年，成立廣州日上機械工業公司(後更名為志聖科技廣州公司)。
- 1999年，股票於中華民國證券櫃檯買賣中心上櫃。
- 2001年，轉為臺灣證券交易所上市(股票代號:2467)。

## 關係企業
- 均豪精密工業股份有限公司

- 創峰光電科技股份有限公司

## 外部連結
志聖工業官網 （页面存档备份，存于）